# Where Ironcrosses Grow
Where Ironcrosses Grow är det sjätte fullängdsalbumet av svenska death metal-bandet Dismember, som gavs ut den 8 mars 2004 av Karmageddon Media.
Richard Cabeza hade endast tid till att spela in bas på låtarna "Where Angels Fear to Tread" och "Children of the Cross" innan han lämnade Sverige för att vara med sin gravida fru i Texas, USA. Paret hade planer att flytta tillbaka till Sverige innan barnet var fött, men det svenska migrationsverket ville inte bevilja det. Resultatet blev att Cabeza tvingades lämna bandet. David Blomqvist fick hoppa in istället och spela bas på de låtar som var kvar.

## Låtförteckning
1. "Where Ironcrosses Grow" - 02:34
2. "Forged With Hate" - 02:55
3. "Me-God" - 04:20
4. "Tragedy of the Faithful" - 03:47
5. "Chasing the Serpent" - 04:13
6. "Where Angels Fear to Tread" - 04:43
7. "Sword of Light" - 03:24
8. "As the Coins Upon Your Eyes" - 03:30
9. "Children of the Cross" - 05:08
10. "As I Pull the Trigger" - 03:38

## Banduppsättning
- Matti Kärki - sång
- Fred Estby - trummor, producent
- David Blomqvist - gitarr bas
- Richard Cabeza - bas